# Adrian Justinussen
Adrian Rúnason Justinussen (ur. 21 lipca 1998) – farerski piłkarz, występujący na pozycji napastnika w klubie HB Tórshavn oraz reprezentacji U-21 Wysp Owczych.

## Kariera klubowa
Adrian Justinussen rozpoczął swoją juniorską karierę w młodzieżowej drużynie HB Tórshavn w 2013 roku. Zadebiutował 16 września w spotkaniu przeciwko EB/Streymur/Skála ÍF, wygranym przez HB 4:3. Pierwszą bramkę zdobył zaś 23 marca 2014, kiedy jego drużyna wygrała z FC Suðuroy 3:1. Łącznie do 2017 roku w składzie młodzieżowym rozegrał 56 meczów i strzelił 50 goli.
Od 2014 roku Justinussen zaczął występować w seniorskich drużynach HB Tórshavn – 13 sierpnia zadebiutował w drugim składzie w meczu przeciwko NSÍ II Runavík (2:2), a 24 sierpnia w pierwszym, podczas spotkania z B68 Toftir (3:0), kiedy w 76. minucie zastąpił Poula Ingasona. Debiutancką bramkę w pierwszej drużynie zdobył zaś 20 września 2015 w meczu przeciwko EB/Streymur (6:0). W kolejnych sezonach Justinussen występował w pierwszej drużynie HB Tórshavn coraz częściej, w 2017 stając się zawodnikiem podstawowego składu. Rok później jego klub został mistrzem Wysp Owczych, a Justinussen, po zdobyciu 20 bramek, królem strzelców. Ogłoszono go także najlepszym zawodnikiem roku 2018.

### Statystyki
(aktualne na dzień 26 lutego 2019)
| Klub           | Sezon   | Liga         | Liga  | Liga   | Puchar kraju | Puchar kraju | Puchar ligi | Puchar ligi | Europa1 | Europa1 | Inne  | Inne   | Suma  | Suma   |
| Klub           | Sezon   | Liga         | Mecze | Bramki | Mecze        | Bramki       | Mecze       | Bramki      | Mecze   | Bramki  | Mecze | Bramki | Mecze | Bramki |
| -------------- | ------- | ------------ | ----- | ------ | ------------ | ------------ | ----------- | ----------- | ------- | ------- | ----- | ------ | ----- | ------ |
| HB II Tórshavn | 2014    | 1. deild     | 5     | 3      | –            | –            | –           | –           | –       | –       | –     | –      | 5     | 3      |
| HB II Tórshavn | 2015    | 2. deild     | 8     | 1      | –            | –            | –           | –           | –       | –       | –     | –      | 8     | 1      |
| HB II Tórshavn | 2016    | 1. deild     | 14    | 13     | –            | –            | –           | –           | –       | –       | –     | –      | 14    | 14     |
| HB II Tórshavn | 2017    | 1. deild     | 8     | 5      | –            | –            | –           | –           | –       | –       | –     | –      | 8     | 5      |
| HB II Tórshavn | Ogólnie | Ogólnie      | 35    | 22     | 0            | 0            | 0           | 0           | 0       | 0       | 0     | 0      | 35    | 22     |
| HB Tórshavn    | 2014    | Effodeildin  | 1     | 0      | 0            | 0            | 0           | 0           | 0       | 0       | –     | –      | 1     | 0      |
| HB Tórshavn    | 2015    | Effodeildin  | 16    | 1      | 2            | 0            | –           | –           | 1       | 0       | –     | –      | 19    | 1      |
| HB Tórshavn    | 2016    | Effodeildin  | 17    | 1      | 2            | 1            | –           | –           | 2       | 0       | –     | –      | 21    | 2      |
| HB Tórshavn    | 2017    | Effodeildin  | 24    | 1      | 2            | 0            | –           | –           | –       | –       | –     | –      | 26    | 1      |
| HB Tórshavn    | 2018    | Betrideildin | 26    | 20     | 5            | 4            | –           | –           | –       | –       | –     | –      | 30    | 24     |
| HB Tórshavn    | Ogólnie | Ogólnie      | 84    | 23     | 11           | 5            | 0           | 0           | 3       | 0       | 0     | 0      | 98    | 28     |

Objaśnienia:
1. Uwzględniono mecze w ramach Ligi Europejskiej oraz Ligi Mistrzów.

## Kariera reprezentacyjna
Adrian Justinussen po raz pierwszy reprezentował swój kraj w przegranym 0:2 meczu reprezentacji U-17 przeciwko Irlandii Północnej 8 kwietnia 2014 roku. Zagrał później w dziewięciu spotkaniach drużyny do lat 17 oraz dwóch do lat 19, nie zdobywając żadnej bramki. W 2017 powołano go po raz pierwszy do reprezentacji U-21, zadebiutował jednak 8 czerwca 2018 w spotkaniu przeciwko Finlandii, a od tamtej pory zagrał jeszcze w jednym meczu.

## Sukcesy

### Klubowe
HB Tórshavn
- Mistrzostwo Wysp Owczych (1x): 2018

### Indywidualne
- Król strzelców Betrideildin: 2018
- Piłkarz Roku: 2018